# جورج جاي أدلر
جورج جاي أدلر (بالإنجليزية: George J. Adler)‏ هو لغوي أمريكي، ولد في 1821 في لايبزيغ في ألمانيا، وتوفي في 24 أغسطس 1868 في نيويورك في الولايات المتحدة.